# Peter Michael Muhich
Peter Michael Muhich (Eveleth, Minnesota; 13 de mayo de 1961-17 de febrero de 2024) fue un obispo católico, historiador y teólogo estadounidense.

## Primeros años y formación
Nacido el 13 de mayo del año 1961 en la localidad estadounidense de Eveleth, situada en el Estado de Minnesota.
Se graduó en secundaria por el instituto de su pueblo, "Eveleth-Gilbert High School". Después consiguió el Bachillerato en Historia por la Universidad de Santo Tomás en Saint Paul.
Luego se trasladó a Bélgica para realizar sus estudios eclesiásticos en Colegio Americano de la Universidad KU Leuven en la ciudad de Lovaina, donde se licenció en la carrera de Teología.
Cuando finalizó sus estudios regresó a Estados Unidos y finalmente el 29 de septiembre de 1989 fue ordenado sacerdote para su diócesis natal, la Diócesis de Duluth, por el entonces obispo Roger Lawrence Schwietz.

## Ministerio pastoral
Tras su ordenación inició su ministerio sacerdotal. Desde 1989 hasta 1993 ha ejercido de vicario parroquial en las localidades de Brainerd, Grand Rapids, Bigfork y Effie.
Desde 1993 hasta 2009 ejerció de Párroco en las localidades de Aurora, Hoyt Lakes, Proctor, Saginaw y Hibbing. También fue miembro del Colegio de Consultores, del Consejo Presbiteral, de la Junta de Personal del Clero, de la Junta de Personal de los Sacerdotes, al cual volvió a pertenecer a partir de 2014, y del Consejo Diocesano de Asuntos Económicos.
En 2009 se convirtió en Administrador y posteriormente en Rector de la Catedral de Nuestra Señora del Rosario en la ciudad de Duluth, ciudad en la que al mismo tiempo ejerció como párroco de dos iglesias a partir de 2010 y vicario foráneo del Decanato Diocesano a partir de 2017. A partir de 2019 también asumió la función de administrador "Ad interim" de la Iglesia de San Francisco en Carlton y de la Iglesia de San José y Santa María en Sawyer.

## Carrera episcopal
Ascendió al rango episcopal, tras ser nombrado el 12 de mayo de 2020 por el papa Francisco, como nuevo Obispo de la Diócesis de Rapid City situada en el Estado de Dakota del Sur.
En este cargo sucedió a Robert Dwayne Gruss, quién fue designado como nuevo Obispo de Saginaw.